# Finlandia ai Giochi della XX Olimpiade
La Finlandia partecipò ai Giochi della XX Olimpiade che si sono svolti a Monaco di Baviera dal 26 agosto all'11 settembre 1972, con una delegazione di 96 atleti impegnati in 16 discipline per un totale di 75 competizioni.  Il portabandiera fu il canoista Ilkka Nummisto, alla sua terza Olimpiade. Il bottino della squadra fu di otto medaglie: tre d'oro, una d'argento e quattro di bronzo. Le tre medaglie d'oro vennero tutte dall'atletica leggera grazie ai mezzofondisti Lasse Virén e Pekka Vasala.

## Medaglie
| Medaglia | Nome                                      | Sport              | Evento               |
| -------- | ----------------------------------------- | ------------------ | -------------------- |
| Oro      | Pekka Vasala                              | Atletica leggera   | 1500 metri           |
| Oro      | Lasse Virén                               | Atletica leggera   | 5000 metri           |
| Oro      | Lasse Virén                               | Atletica leggera   | 10000 metri          |
| Argento  | Reima Virtanen                            | Pugilato           | Pesi medi            |
| Bronzo   | Tapio Kantanen                            | Atletica leggera   | 3000 siepi           |
| Bronzo   | Risto Björlin                             | Lotta greco-romana | Pesi gallo           |
| Bronzo   | Risto Hurme Veikko Salminen Martti Ketelä | Pentathlon moderno | Gara a squadre       |
| Bronzo   | Kyösti Laasonen                           | Tiro con l'arco    | Individuale maschile |